# Bo Gustafsson
Bo Henning Gustafsson (ur. 29 września 1954 w Strömstad) – szwedzki lekkoatleta specjalizujący się w chodzie sportowym, trzykrotny uczestnik letnich igrzysk olimpijskich (Moskwa 1980, Los Angeles 1984, Seul 1988), srebrny medalista olimpijski z Los Angeles w chodzie na 50 kilometrów.

## Sukcesy sportowe
- wielokrotny mistrz Szwecji[1][2]:
  - ośmiokrotnie w chodzie na 10 000 metrów – 1975, 1976, 1977, 1980, 1981, 1982, 1983, 1984
  - dziewięciokrotnie w chodzie na 20 kilometrów – 1980, 1981, 1982, 1983, 1984, 1985, 1986, 1989, 1990
  - siedmiokrotnie w chodzie na 50 kilometrów – 1983, 1985, 1986, 1987, 1989, 1991, 1993
  - w chodzie na 5000 metrów w hali – 1997

| Rok  | Miasto       | Zawody                    | Konkurencja    | Wynik         |
| ---- | ------------ | ------------------------- | -------------- | ------------- |
| 1982 | Ateny        | Mistrzostwa Europy        | chód na 50 km  | brązowy medal |
| 1984 | Los Angeles  | Igrzyska olimpijskie      | chód na 50 km  | srebrny medal |
| 1986 | Stuttgart    | Mistrzostwa Europy        | chód na 50 km  | 7. miejsce    |
| 1987 | Indianapolis | Halowe mistrzostwa świata | chód na 5000 m | 10. miejsce   |
| 1988 | Seul         | Igrzyska olimpijskie      | chód na 50 km  | 7. miejsce    |

## Rekordy życiowe
- chód na 5000 metrów (hala) – 19:27,43 – Indianapolis 07/03/1987
- chód na 10 000 metrów – 39:51,13 – Göteborg 22/08/1982
- chód na 50 kilometrów – 3:44:49 – Seul 30/09/1988 do 2017